# Lena Charlotte Reißner
Lena Charlotte Reißner (Gera, 14 november 2000) is een Duits wielrenster die actief is op de baan en weg.

## Carrière
In 2021 won ze bij haar eerste deelname aan de Europese kampioenschappen baanwielrennen bij de profs goud op het onderdeel ploegenachtervolging. Deze reed ze samen met Lisa Brennauer, Mieke Kröger, Franziska Brauße en Laura Süßemilch. Datzelfde jaar eindigde ze samen met Lea Lin Teutenberg op een tiende plaats op het WK bij de koppelkoers. Net als in 2019 won ze in de twee jaren die volgden meerdere medailles op de Duitse kampioenschappen baanwielrennen, waaronder een gouden op de koppelkoers in 2022 samen met Lana Eberle. Haar eerste medaille op een WK won Reißner in 2024. Net als drie jaar eerder op het EK reed ze met Brennauer, Kröger, Brauße, en Süßemilch. Ditmaal werden de rensters tweede achter de Britse ploeg. Eerder in 2024 nam Reißner deel aan de Olympische Zomerspelen die dat jaar plaats vonden in Parijs. Bij de ploegenachtervolging werd ze zesde en op de koppelkoers reed ze samen met Brauße naar een dertiende plaats.
| Jaar        | DK                                                                                 | EK                                                     | WK                                                   | Overige                                                    |
| Als belofte | Als belofte                                                                        | Als belofte                                            | Als belofte                                          | Als belofte                                                |
| ----------- | ---------------------------------------------------------------------------------- | ------------------------------------------------------ | ---------------------------------------------------- | ---------------------------------------------------------- |
| 2019        |                                                                                    | ploegenachtervolging                                   |                                                      |                                                            |
| 2020        |                                                                                    | ploegenachtervolging · 5e scratch                      |                                                      |                                                            |
| 2021        |                                                                                    | 5e puntenkoers 6e koppelkoers 10e achtervolging        |                                                      |                                                            |
| 2022        |                                                                                    | ploegenachtervolging · 4e koppelkoers · 9e omnium      |                                                      |                                                            |
| Als elite   |                                                                                    |                                                        |                                                      |                                                            |
| 2018        | 8e omnium                                                                          |                                                        |                                                      |                                                            |
| 2019        | koppelkoers · omnium · scratch · 6e puntenkoers · 8e achtervolging                 |                                                        |                                                      |                                                            |
| 2020        |                                                                                    |                                                        | 16e scratch                                          |                                                            |
| 2021        |                                                                                    | ploegenachtervolging · 9e koppelkoers · 10e afvalkoers | 10e koppelkoers                                      |                                                            |
| 2022        | koppelkoers · omnium · achtervolging · 6e afvalkoers · 7e scratch · 8e puntenkoers | 12e puntenkoers                                        | 6e ploegenachtervolging 11e koppelkoers              |                                                            |
| 2023        | koppelkoers · omnium · puntenkoers · 5e achtervolging · 6e scratch                 | 7e koppelkoers 16e scratch                             | 7e ploegenachtervolging 16e scratch                  |                                                            |
| 2024        |                                                                                    | ploegenachtervolging · 12e puntenkoers                 | ploegenachtervolging · 10e koppelkoers · 14e scratch | Olympische Spelen: 6e ploegenachtervolging 13e koppelkoers |